# Williams Silvio Modesto Verísimo
Williams Silvio Modesto Verísimo, conegut futbolísticament com a Bio, (Araraquara, 8 de març de 1953 - Guarulhos, 23 de febrer de 2008) fou un futbolista brasiler de les dècades de 1970 i 1980.

## Trajectòria
Inicià la seva carrera a la Ferroviária de la seva ciutat natal i posteriorment a la SE Palmeiras de São Paulo. Més tard fitxà pel Vitória FC de Setúbal. El 1975 arribà a Catalunya on fitxà pel Terrassa FC, que jugava a Segona Divisió. El 1977 obtingué la nacionalitat espanyola per matrimoni. Aquest fet i la seva brillant actuació al club egarenc amb més de 90 partits i 31 gols a la lliga, va facilitar el seu fitxatge pel FC Barcelona el 1978. Al club blaugrana només disputà 9 partits de lliga en els quals marcà 3 gols però guanyà una Copa del Rey (1977-78) i una Recopa d'Europa (1978-79).
El 1979 fitxà pel RCD Espanyol, juntament amb Alfredo Amarillo i Francisco Fortes dins del traspàs de Canito pel Barça. Només disputà 14 partits de lliga en els quals marcà 2 gols, i durant la temporada 1980-81 fou cedit al CD Málaga. La següent temporada fou cedit al CE Sabadell. Bio acabà la seva carrera per diversos clubs modestos del futbol català, retornant posteriorment al Brasil on visqué en la indigència i morí de tuberculosi l'any 2008.